# Renew Europe
Renew Europe è un gruppo politico centrista di orientamento liberale al Parlamento europeo, costituitosi il 2 luglio 2019 a seguito delle elezioni europee del 2019.
A esso hanno aderito due partiti europei:
- il Partito dell'Alleanza dei Liberali e dei Democratici per l'Europa (ALDE);
- il Partito Democratico Europeo (PDE).

Dal 2004 al 2019 tali formazioni avevano costituito il Gruppo dell'Alleanza dei Democratici e dei Liberali per l'Europa; la costituzione della nuova componente politica è avvenuta a seguito dell'adesione al gruppo del partito La République En Marche, guidato da Emmanuel Macron, all'interno della lista francese Renaissance.
Durante la IX legislatura Renew Europe è il terzo gruppo per numero di parlamentari in Eurocamera; durante la X legislatura, è il quinto gruppo più grande. La componente è stata presieduta inizialmente da Dacian Cioloș, dall'ottobre 2021 a dicembre 2023 da Stéphane Séjourné, e da gennaio 2024 da Valérie Hayer.

## Storia del gruppo

### IX legislatura
Nel maggio 2019, nel corso di un dibattito alla vigilia delle elezioni europee del 2019, Guy Verhofstadt, presidente del Gruppo ALDE, annunciò che in seguito alle elezioni il gruppo stesso si sarebbe dissolto per formare una nuova alleanza con la forza politica del presidente francese Emmanuel Macron, Renaissance. Durante e dopo le elezioni il gruppo portava il nome temporaneo "ALDE plus Renaissance plus USR PLUS".

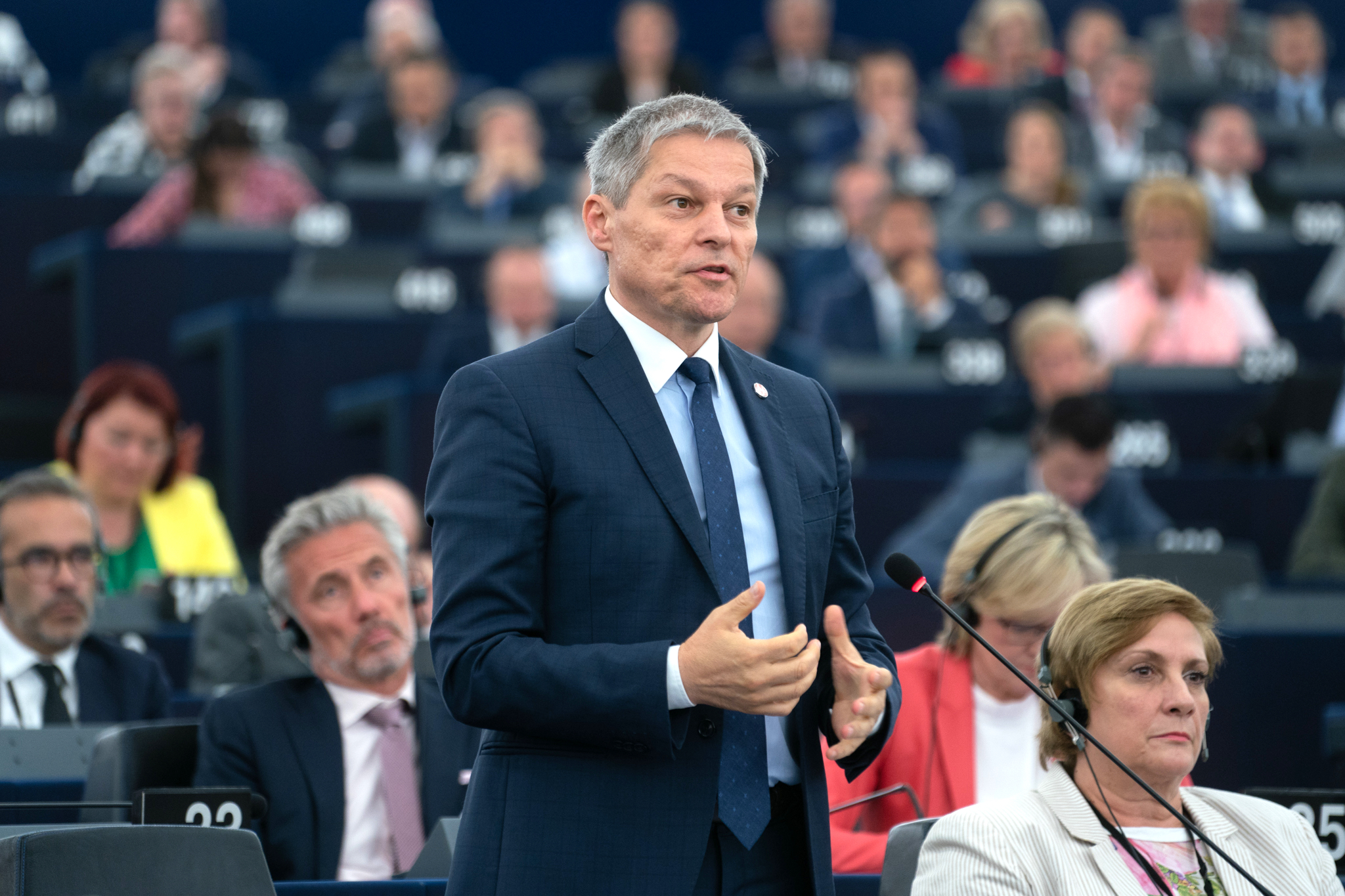
Discorso di benvenuto di Dacian Cioloș a nome del gruppo Renew Europe al Parlamento europeo.

Il 12 giugno 2019 fu annunciato il nuovo nome "Renew Europe" una volta confermata l'alleanza con La République En Marche. Altri opzioni avanzate furono "inspire" e "inspire europe". Obiettivo del cambio di nome del gruppo era evitare le connotazioni negative del termine "liberale" in ambito francese, dove è usato per riferirsi a un «capitalismo estremo e senza scrupoli».
L'eurodeputata francese LREM Nathalie Loiseau rinunciò alla presidenza del nuovo gruppo centrista, in particolare dopo alcuni commenti critici da lei rivolti ad Angela Merkel, Manfred Weber e alcuni esponenti dell'ALDE tra cui Guy Verhofstadt. Alcuni media indicano che la decisione sarebbe stata imposta direttamente dall'Eliseo.

Il 19 giugno 2019 fu annunciato che Dacian Cioloș, ex primo ministro della Romania ed ex Commissario europeo per l'agricoltura e lo sviluppo rurale, era stato scelto come presidente del gruppo politico, affermandosi sull'europarlamentare Sophie in 't Veld per 64 voti contro 42 e diventando il primo capogruppo romeno in Eurocamera.

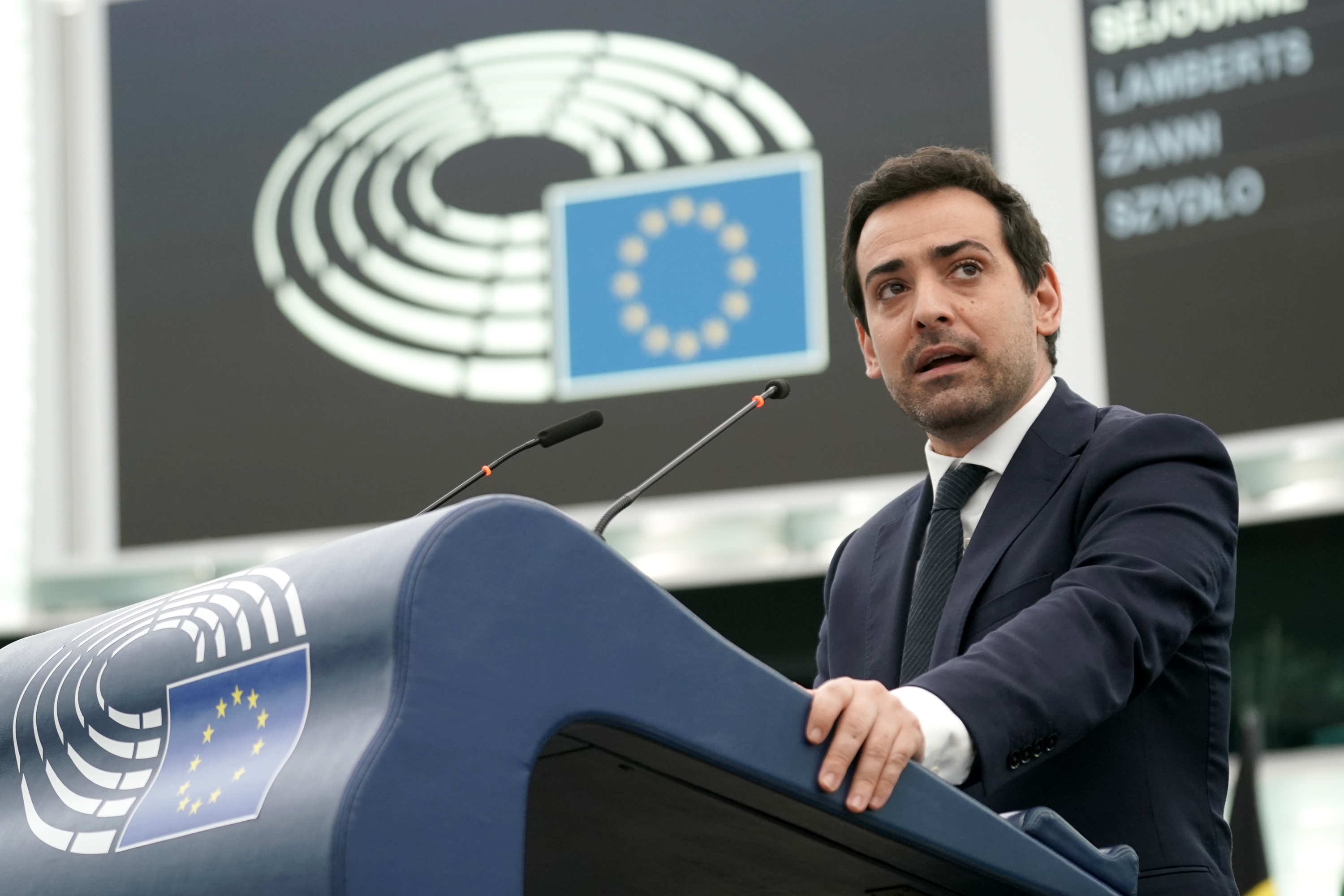
Stéphane Séjourné, capogruppo di Renew Europe dal 2021 al 2024.

Per effetto della Brexit, il 31 gennaio 2020 il gruppo perde 17 membri eletti nel Regno Unito: 16 Liberal Democratici e 1 membro APNI.
Il 12 febbraio 2020 l'eurodeputato italiano Nicola Danti, eletto nella circoscrizione Italia centrale, lascia il gruppo S&D per unirsi a Renew Europe. Danti è membro a titolo individuale del Partito Democratico Europeo e del partito nazionale Italia Viva.
L'11 dicembre 2020 la svedese Emma Wiesner del Partito di Centro sostituì il dimissionario Fredrick Federley.
Il 20 gennaio 2021 Renew Europe espulse l'eurodeputato lituano Viktor Uspaskich.

Nel marzo 2021 Marco Zullo, eurodeputato italiano eletto con il Movimento 5 Stelle, abbandona il suo partito e passa dai non iscritti al gruppo Renew Europe.

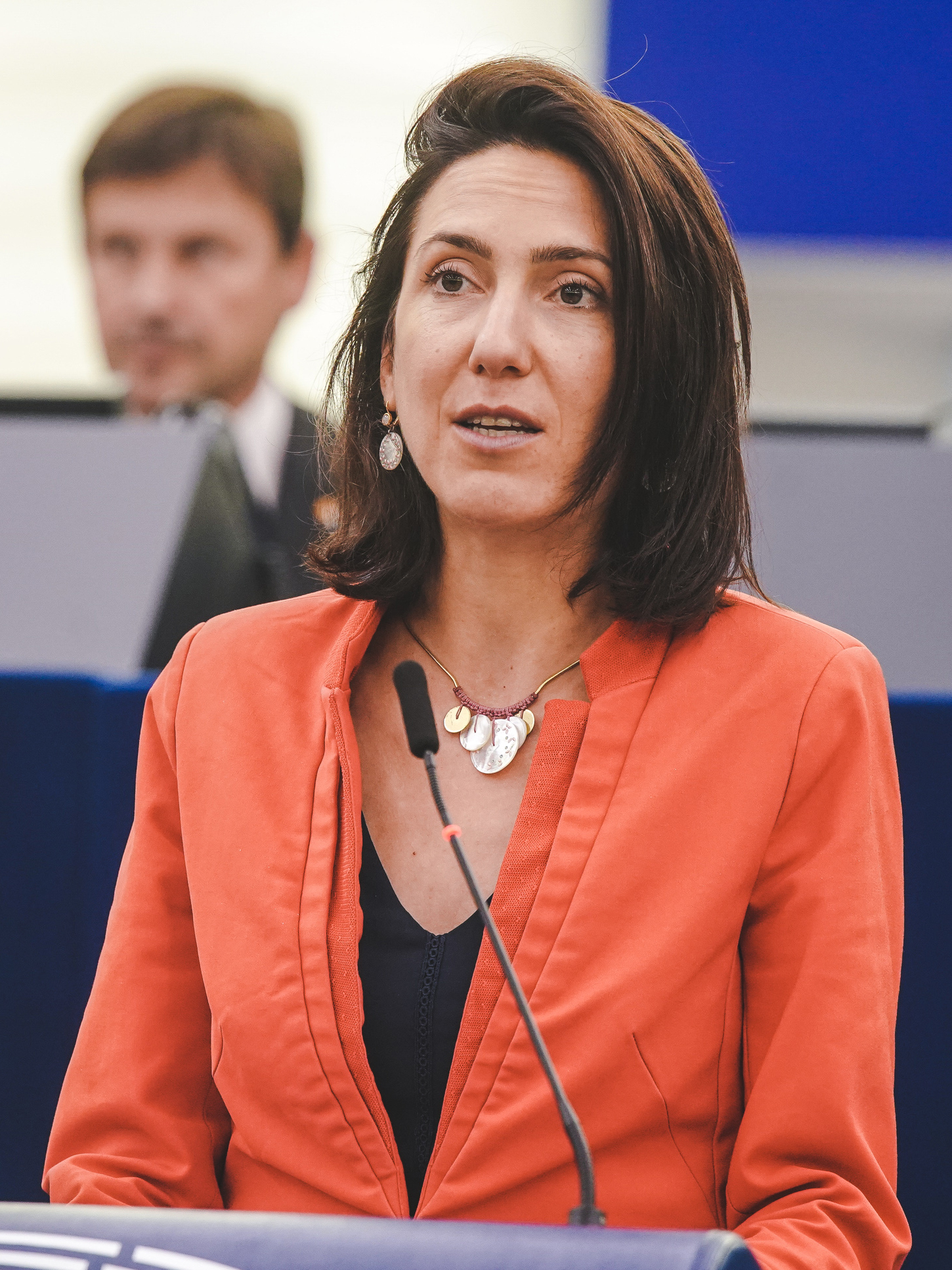
Valérie Hayer, capogruppo dal 2024

Il 24 marzo 2021 l'europarlamentare ceca Radka Maxová lascia il partito ANO 2011 e abbandona contestualmente il gruppo a favore dell'Alleanza Progressista dei Socialisti e dei Democratici.
Nell'ottobre 2021 Dacian Cioloș si dimette dal ruolo di presidente per concentrarsi sulle evoluzioni politiche in Romania. Gli subentra l'eurodeputato di La République en Marche Stéphane Séjourné.
In data 17 novembre 2021 Carlo Calenda, leader del partito social-liberale Azione, dopo le parole del segretario del PD Enrico Letta sulla convergenza del Movimento 5 Stelle nell'Alleanza Progressista dei Socialisti e dei Democratici, fuoriesce dal gruppo parlamentare europeo per entrare in Renew Europe.
Il capogruppo Séjourné viene nominato in data 11 gennaio 2024 ministro degli esteri della Repubblica francese e lascia contestualmente l'Europarlamento.

## Composizione

### X legislatura (2024-)
| Stato          | Partito | Partito europeo | Partito europeo | Europarlamentari |
| -------------- | --- | --------------- | --------------- | ---------------- |
| Austria        | NEOS – Comitato per una Nuova Austria e Forum Liberale NEOS – Das Neue Österreich und Liberales Forum (NEOS)     |                 | ALDE            | 2 / 20           |
| Belgio         | Liberali e Democratici Fiamminghi Aperti Open Vlaamse Liberalen en Democraten (VLD)                              |                 | ALDE            | 1 / 22           |
| Belgio         | Movimento Riformatore Mouvement Réformateur (MR)                                                                 |                 | ALDE            | 3 / 22           |
| Belgio         | Les Engagés LE                                                                                                   |                 | PDE             | 1 / 22           |
| Bulgaria       | Movimento per i Diritti e le Libertà Движение за Права и Свободи - ДПС (Dviženie za Prava i Svobodi - DPS)       |                 | ALDE            | 1 / 17           |
| Bulgaria       | Continuiamo il Cambiamento Продължаваме промяната                                                                |                 | Nessuno         | 2 / 17           |
| Danimarca      | Sinistra - Partito Liberale di Danimarca Venstre - Danmarks Liberale Parti (V)                                   |                 | ALDE            | 2 / 15           |
| Danimarca      | Moderati Moderaterne (M)                                                                                         |                 | Nessuno         | 1 / 15           |
| Danimarca      | Sinistra Radicale Radikale Venstre (B)                                                                           |                 | ALDE            | 1 / 15           |
| Estonia        | Partito Riformatore Estone Eesti Reformierakond (RE)                                                             |                 | ALDE            | 1 / 7            |
| Estonia        | Partito di Centro Estone Eesti Keskerakond (K)                                                                   |                 | Nessuno         | 1 / 7            |
| Finlandia      | Partito di Centro Finlandese Suomen Keskusta (Kesk) Centern i Finland (Centern)                                  |                 | ALDE            | 2 / 15           |
| Finlandia      | Partito Popolare Svedese di Finlandia Svenska folkpartiet i Finland (SFP) Suomen ruotsalainen kansanpuolue (RKP) |                 | ALDE            | 1 / 15           |
| Francia        | Renaissance (RE)                                                                                                 |                 | Nessuno         | 6 / 81           |
| Francia        | Movimento Democratico Mouvement démocrate (MoDem)                                                                |                 | PDE             | 4 / 81           |
| Francia        | Unione dei Democratici e degli Indipendenti Union des démocrates et indépendants (UDI)                           |                 | ALDE            | 1 / 81           |
| Francia        | Horizons |                 | Nessuno         | 2 / 81           |
| Germania       | Partito Liberale Democratico Freie Demokratische Partei (FDP)                                                    |                 | ALDE            | 5 / 96           |
| Germania       | Liberi Elettori Freie Wähler (FW)                                                                                |                 | PDE             | 3 / 96           |
| Irlanda        | Fianna Fáil (FF)                                                                                                 |                 | ALDE            | 4 / 14           |
| Irlanda        | Ciaran Mullooly (Irlanda Indipendente)                                                                           |                 | PDE             | 1 / 14           |
| Irlanda        | Michael McNamara                                                                                                 |                 | Indipendente    | 1 / 14           |
| Lettonia       | Sviluppo/Per! Attīstībai/Par! (AP!)                                                                              |                 | ALDE            | 1 / 9            |
| Lituania       | Movimento dei Liberali della Repubblica di Lituania Lietuvos Respublikos Liberalų sąjūdis (LRLS)                 |                 | ALDE            | 1 / 11           |
| Lituania       | Partito della Libertà Laisvės partija (LP)                                                                       |                 | ALDE            | 1 / 11           |
| Lussemburgo    | Partito Democratico Demokratesch Partei (DP) Parti Démocratique (PD) Demokratische Partei (DP)                   |                 | ALDE            | 1 / 6            |
| Paesi Bassi    | Partito Popolare per la Libertà e la Democrazia Volkspartij voor Vrijheid en Democratie (VVD)                    |                 | ALDE            | 4 / 31           |
| Paesi Bassi    | Democratici 66 Democraten 66 (D66)                                                                               |                 | ALDE            | 3 / 31           |
| Polonia        | Polonia 2050 Polska 2050                                                                                         |                 | Nessuno         | 1 / 53           |
| Portogallo     | Iniziativa Liberale Iniciativa Liberal (IL)                                                                      |                 | ALDE            | 2 / 21           |
| Romania        | Unione Salvate la Romania Uniunea Salvați România (USR)                                                          |                 | ALDE            | 2 / 33           |
| Romania        | Partito del Movimento Popolare Partidul Mișcarea Populară (PMP)                                                  |                 | Nessuno         | 1 / 33           |
| Slovacchia     | Slovacchia Progressista Progresívne Slovensko (PS)                                                               |                 | ALDE            | 6 / 15           |
| Slovenia       | Movimento Libertà Gibanje Svodoba (GS)                                                                           |                 | Nessuno         | 2 / 9            |
| Spagna         | Partito Nazionalista Basco Euzko Alderdi Jeltzalea (EAJ) Partido Nacionalista Vasco (PNV)                        |                 | PDE             | 1 / 61           |
| Svezia         | Liberali Liberalerna (L)                                                                                         |                 | ALDE            | 1 / 21           |
| Svezia         | Partito di Centro Centerpartiet (C)                                                                              |                 | ALDE            | 2 / 21           |
| Unione europea | Totale | Totale          | Totale          | 75 / 720         |

### IX legislatura (2019-2024)
| Stato          | Partito | Partito europeo | Partito europeo | Europarlamentari |
| -------------- | --- | --------------- | --------------- | ---------------- |
| Austria        | NEOS – Comitato per una Nuova Austria e Forum Liberale NEOS – Das Neue Österreich und Liberales Forum (NEOS)     |                 | ALDE            | 1 / 19           |
| Belgio         | Liberali e Democratici Fiamminghi Aperti Open Vlaamse Liberalen en Democraten (VLD)                              |                 | ALDE            | 2 / 21           |
| Belgio         | Movimento Riformatore Mouvement Réformateur (MR)                                                                 |                 | ALDE            | 2 / 21           |
| Bulgaria       | Movimento per i Diritti e le Libertà Движение за Права и Свободи - ДПС (Dviženie za Prava i Svobodi - DPS)       |                 | ALDE            | 3 / 17           |
| Croazia        | Dieta Democratica Istriana Istarski demokratski sabor (IDS)                                                      |                 | ALDE            | 1 / 12           |
| Danimarca      | Sinistra - Partito Liberale di Danimarca Venstre - Danmarks Liberale Parti (V)                                   |                 | ALDE            | 3 / 14           |
| Danimarca      | Moderati Moderaterne (M)                                                                                         |                 | Nessuno         | 1 / 14           |
| Danimarca      | Sinistra Radicale Radikale Venstre (B)                                                                           |                 | ALDE            | 1 / 14           |
| Danimarca      | Karen Melchior                                                                                                   |                 | ALDE            | 1 / 14           |
| Estonia        | Partito Riformatore Estone Eesti Reformierakond (RE)                                                             |                 | ALDE            | 2 / 7            |
| Estonia        | Partito di Centro Estone Eesti Keskerakond (K)                                                                   |                 | ALDE            | 1 / 7            |
| Finlandia      | Partito di Centro Finlandese Suomen Keskusta (Kesk) Centern i Finland (Centern)                                  |                 | ALDE            | 2 / 14           |
| Finlandia      | Partito Popolare Svedese di Finlandia Svenska folkpartiet i Finland (SFP) Suomen ruotsalainen kansanpuolue (RKP) |                 | ALDE            | 1 / 14           |
| Francia        | Renaissance (RE)                                                                                                 |                 | Nessuno         | 12 / 79          |
| Francia        | Movimento Democratico Mouvement démocrate (MoDem)                                                                |                 | PDE             | 6 / 79           |
| Francia        | Movimento Radicale Mouvement Radical (MR)                                                                        |                 | ALDE            | 1 / 79           |
| Francia        | Horizons |                 | Nessuno         | 1 / 79           |
| Francia        | Jérémy Decerle, Bernard Guetta                                                                                   |                 | Indipendenti    | 2 / 79           |
| Francia        | Sandro Gozi (Italia Viva)                                                                                        |                 | PDE             | 1 / 79           |
| Germania       | Partito Liberale Democratico Freie Demokratische Partei (FDP)                                                    |                 | ALDE            | 5 / 96           |
| Germania       | Liberi Elettori Freie Wähler (FW)                                                                                |                 | PDE             | 2 / 96           |
| Grecia         | Giorgos Kyrtsos                                                                                                  |                 | Indipendente    | 1 / 21           |
| Irlanda        | Fianna Fáil (FF)                                                                                                 |                 | ALDE            | 2 / 13           |
| Italia         | Azione (Az) |                 | ALDE            | 2 / 76           |
| Italia         | Italia Viva (IV)                                                                                                 |                 | PDE             | 1 / 76           |
| Italia         | Marco Zullo |                 | Indipendente    | 1 / 76           |
| Lettonia       | Sviluppo/Per! Attīstībai/Par! (AP!)                                                                              |                 | ALDE            | 1 / 8            |
| Lituania       | Movimento dei Liberali della Repubblica di Lituania Lietuvos Respublikos Liberalų sąjūdis (LRLS)                 |                 | ALDE            | 1 / 11           |
| Lussemburgo    | Partito Democratico Demokratesch Partei (DP) Parti Démocratique (PD) Demokratische Partei (DP)                   |                 | ALDE            | 1 / 6            |
| Lussemburgo    | Monica Semedo |                 | Indipendente    | 1 / 6            |
| Paesi Bassi    | Partito Popolare per la Libertà e la Democrazia Volkspartij voor Vrijheid en Democratie (VVD)                    |                 | ALDE            | 5 / 29           |
| Paesi Bassi    | Democratici 66 Democraten 66 (D66)                                                                               |                 | ALDE            | 1 / 29           |
| Paesi Bassi    | Sophie in 't Veld (Volt Nederland)                                                                               |                 | Volt            | 1 / 29           |
| Polonia        | Polonia 2050 Polska 2050                                                                                         |                 | Nessuno         | 1 / 52           |
| Rep. Ceca      | Azione dei Cittadini Insoddisfatti – SÌ 2011 Akce Nespokojených Občanů – ANO 2011                                |                 | ALDE            | 5 / 21           |
| Romania        | Unione Salvate la Romania Uniunea Salvați România (USR)                                                          |                 | ALDE            | 2 / 33           |
| Romania        | Rinnoviamo il Progetto Europeo della Romania Reînnoim Proiectul European al Românieil (REPER)                    |                 | Nessuno         | 5 / 33           |
| Slovacchia     | Slovacchia Progressista Progresívne Slovensko (PS)                                                               |                 | ALDE            | 3 / 14           |
| Slovacchia     | Lucia Ďuriš Nicholsonová                                                                                         |                 | ALDE            | 1 / 14           |
| Slovenia       | Movimento Libertà Gibanje Svodoba (GS)                                                                           |                 | Nessuno         | 2 / 8            |
| Spagna         | Cittadini Ciudadanos (C's)                                                                                       |                 | ALDE            | 7 / 59           |
| Spagna         | Javier Nart |                 | Indipendente    | 1 / 59           |
| Spagna         | Partito Nazionalista Basco Euzko Alderdi Jeltzalea (EAJ) Partido Nacionalista Vasco (PNV)                        |                 | PDE             | 1 / 59           |
| Svezia         | Liberali Liberalerna (L)                                                                                         |                 | ALDE            | 1 / 21           |
| Svezia         | Partito di Centro Centerpartiet (C)                                                                              |                 | ALDE            | 2 / 21           |
| Ungheria       | Movimento Momentum Momentum Mozgalom (Momentum)                                                                  |                 | ALDE            | 2 / 21           |
| Unione europea | Totale | Totale          | Totale          | 101 / 705        |

### Ex membri eletti nel Regno Unito
Mandato conclusosi il 31 gennaio 2020.
| Stato       | Partito                                                                               | Partito europeo | Partito europeo | Europarlamentari |
| ----------- | ------------------------------------------------------------------------------------- | --------------- | --------------- | ---------------- |
| Regno Unito | Liberal Democratici Liberal Democrats                                                 |                 | ALDE            | 16 / 73          |
| Regno Unito | Partito dell'Alleanza dell'Irlanda del Nord Alliance Party of Northern Ireland (APNI) |                 | ALDE            | 1 / 73           |

## Capigruppo
I presidenti del gruppo e dei suoi predecessori dal 2019 a oggi sono i seguenti:
| Presidente        | Presidente | Inizio mandato  | Fine mandato    | Paese (Circoscrizione) | Partito                                               |
| ----------------- | ---------- | --------------- | --------------- | ---------------------- | ----------------------------------------------------- |
| Dacian Cioloș     |            | 1º luglio 2019  | 19 ottobre 2021 | Romania (bandiera)     | Partito della Libertà, dell'Unità e della Solidarietà |
| Stéphane Séjourné |            | 19 ottobre 2021 | 11 gennaio 2024 | Francia (bandiera)     | Renaissance                                           |
| Valérie Hayer     |            | 25 gennaio 2024 | in carica       | Francia (bandiera)     | Renaissance                                           |

## Esponenti diRenew Europe

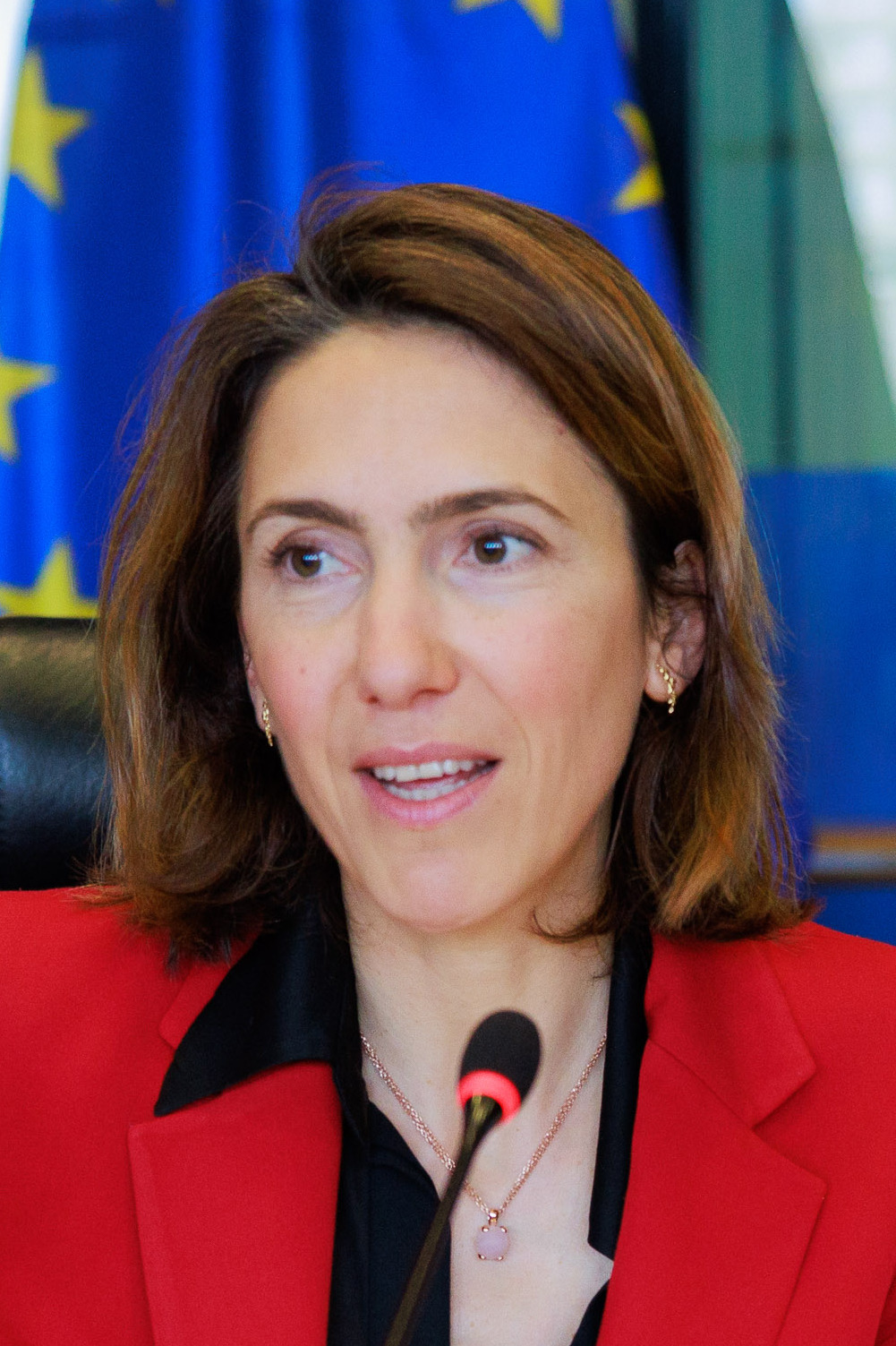
Valérie Hayer (Capogruppo)
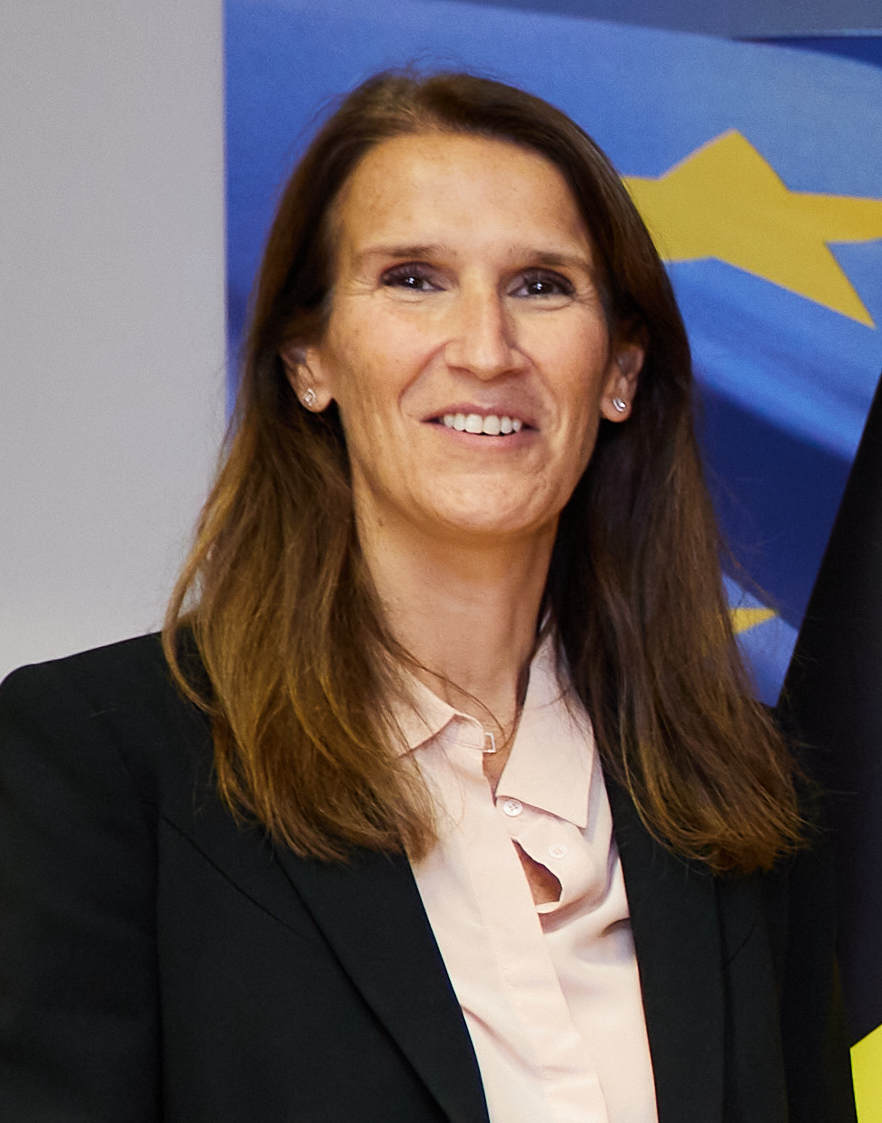
Sophie Wilmès (Vicepresidente del Parlamento europeo)
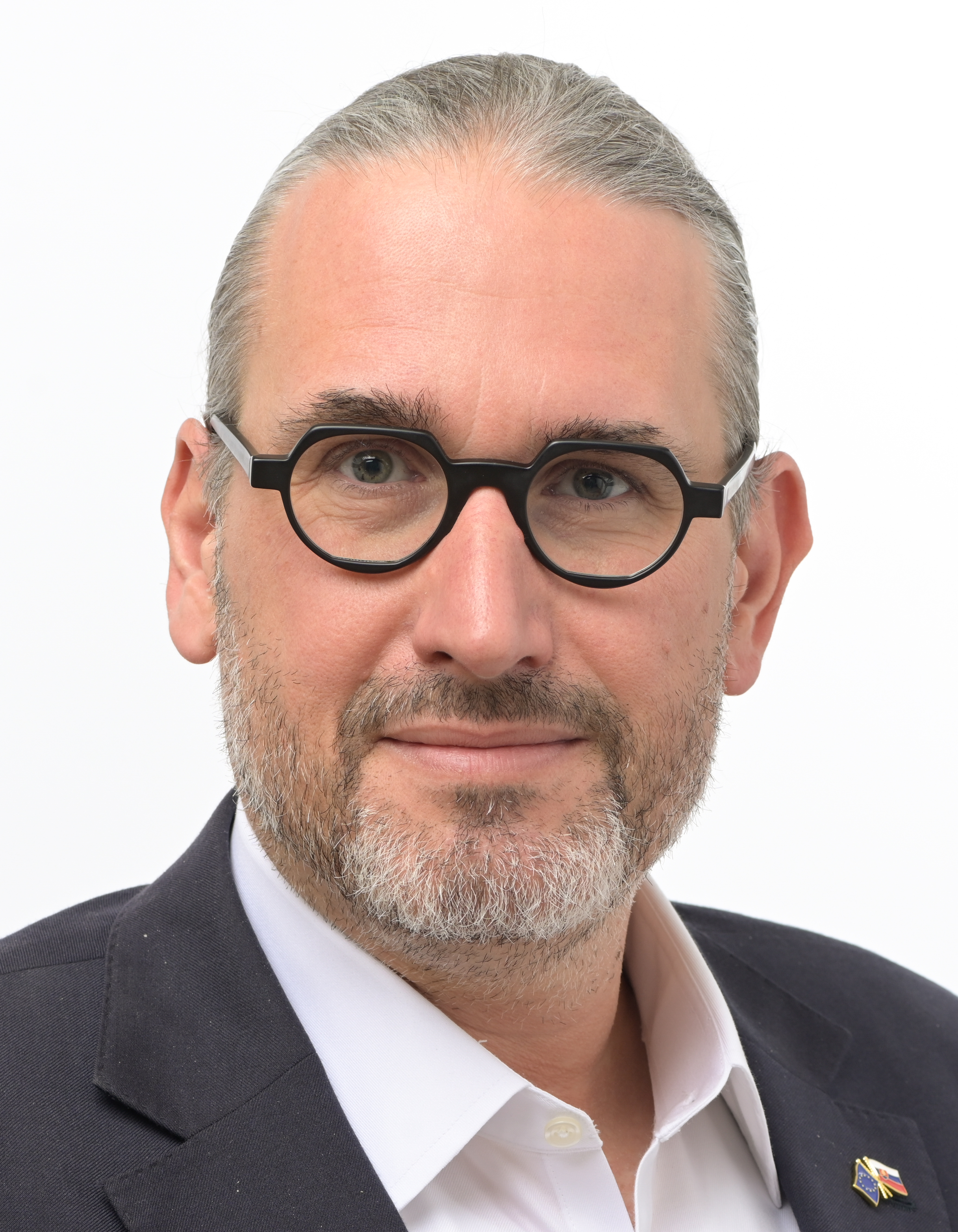
Martin Hojsík (Vicepresidente del Parlamento europeo)